# Match Europe - États-Unis (athlétisme)
Le match Europe - États-Unis en athlétisme, intitulé par ses organisateurs « The Match Europe v USA », est une compétition qui voit s'affronter les athlètes des pays de l'Europe « géographique » à ceux des États-Unis d'Amérique. La première édition de cette rencontre s'est déroulée les 9 et 10 septembre 2019 au Stade Dinamo de Minsk, en Biélorussie.
Selon l'organisateur, l'Association européenne d'athlétisme, la compétition est du même type que la Ryder Cup en golf, chaque épreuve oppose quatre athlètes européens à quatre athlètes américains.  
Les épreuves masculines et féminines comprennent toutes les disciplines de lancers et de saut, ainsi que les disciplines de piste jusqu'au 3 000 m. Elles incluent un relais 4 × 100 m et un seul 4 × 400 m mixte (deux hommes et deux femmes dans chaque équipe) figure au programme. 
Le décompte des points est simple : le vainqueur de chaque épreuve remporte 9 points, le deuxième 7, le troisième 6... (4e = 5pts, 5e = 4pts, 6e = 3pts, 7e = 2pts et 8e = 1pt). À la fin des deux jours, l'équipe qui a le plus de points remporte le match. À Minsk, c'est l'équipe européenne qui l'a emporté avec 724,5 points contre 601,5. Cette victoire n'a rien que de très logique car – hormis Allyson Felix, en mal de résultats probants avant les Mondiaux de Doha – la plupart des athlètes américains de renom était absent. 

## Résultats

### Hommes
| Épreuve | Or                                                                 | Or       | Argent                                                                         | Argent  | Bronze                                                               | Bronze     |
| --- | ------------------------------------------------------------------ | -------- | ------------------------------------------------------------------------------ | ------- | -------------------------------------------------------------------- | ---------- |
| 100 m | Mike Rodgers États-Unis                                            | 10.20    | Christopher Belcher États-Unis                                                 | 10.25   | Demek Kemp États-Unis                                                | 10.25      |
| 200 m | Ramil Guliyev Union européenne                                     | 20.16    | Eseosa Desalu Union européenne                                                 | 20.66   | Kyree King États-Unis                                                | 20.83      |
| 400 m | Michael Cherry États-Unis                                          | 45.13    | Wil London États-Unis                                                          | 45.39   | Davide Re Union européenne                                           | 46.05      |
| 800 m | Amel Tuka Union européenne                                         | 1:46.77  | Adam Kszczot Union européenne                                                  | 1:46.89 | Isaiah Harris États-Unis                                             | 1:46.94    |
| 1 500 m | Josh Thompson États-Unis                                           | 3:38.88  | Jake Wightman Union européenne                                                 | 3:38.90 | Ben Blankenship États-Unis                                           | 3:39.63    |
| 3 000 m | Ben Blankenship États-Unis                                         | 7:57.48  | Adel Mechaal Union européenne                                                  | 7:57.55 | Yemaneberhan Crippa Union européenne                                 | 7:58.11 SB |
| 110 m haies | Orlando Ortega Union européenne                                    | 13.21    | Sergueï Choubenkov Union européenne                                            | 13.39   | Freddie Crittenden États-Unis                                        | 13.43      |
| 400 m haies | Dave Kendziera États-Unis                                          | 48.99    | Amere Lattin États-Unis                                                        | 49.12   | Ludvy Vaillant Union européenne                                      | 49.20      |
| 3 000 m steeple | Hillary Bor États-Unis                                             | 8:32.64  | Stanley Kebenei États-Unis                                                     | 8:33.65 | Daniel Arce Union européenne                                         | 8:33.75    |
| 4 × 100 m | États-Unis Demek Kemp Mike Rodgers Isiah Young Christopher Belcher | 38.26    | Union européenne Joris van Gool Taymir Burnet Hensley Paulina Churandy Martina | 38.45   | États-Unis Brandon Carnes Cameron Burrell Cordero Gray Chris Royster | 38.70      |
| Saut en hauteur | Maksim Nedasekau Union européenne                                  | 2.35 WL  | Ilya Ivanyuk Union européenne                                                  | 2.31    | Jeron Robinson États-Unis                                            | 2.29       |
| Saut à la perche | Armand Duplantis Union européenne                                  | 5.85     | Piotr Lisek Union européenne                                                   | 5.80    | Pawel Wojciechowski Union européenne                                 | 5.75       |
| Saut en longueur | Damarcus Simpson États-Unis                                        | 8.17 PB  | Miltiádis Tedóglou Union européenne                                            | 8.17    | Eusebio Caceres Union européenne                                     | 8.17       |
| Triple saut | Chris Benard États-Unis                                            | 17.01 SB | Ben Williams Union européenne                                                  | 16.71   | Keandre Bates États-Unis                                             | 16.70      |
| Lancer du poids | Darrell Hill États-Unis                                            | 22.35 SB | Konrad Bukowiecki Union européenne                                             | 21.92   | Filip Mihaljevic Union européenne                                    | 21.60      |
| Lancer du disque | Lukas Weißhaidinger Union européenne                               | 67.22    | Piotr Malachowski Union européenne                                             | 64.89   | Ola Stunes Isene Union européenne                                    | 63.99      |
| Lancer du marteau | Pawel Fajdek Union européenne                                      | 80.71    | Wojciech Nowicki Union européenne                                              | 78.33   | Nick Miller Union européenne                                         | 77.89      |
| Lancer du javelot | Johannes Vetter Union européenne                                   | 90.03 SB | Magnus Kirt Union européenne                                                   | 88.91   | Edis Matusevičius Union européenne                                   | 83.54      |
| Records et Performances - AR : Record continental (area record) - CR : Record des championnats (championship record) - MR : Record du meeting (meet record) - NR : Record national (national record) - OR : Record olympique (olympic record) - PR : Record paralympique (paralympic record) - PB : Record personnel (personal best) - SB : Meilleure performance personnelle de la saison (season's best) - WL : Meilleure performance mondiale de l'année (world leader) - WJR : Record du monde junior (world junior record) - WR : Record du monde (world record) Circonstances et Conditions - DNF : N'a pas terminé (did not finish) - DNS : N'a pas pris le départ (did not start) - DQ : Disqualification (disqualification) - NM : Aucun essai valable enregistré (No Mark) - Q : Qualifié « directement » au prochain tour (ou à la prochaine compétition), lors d'une compétition majeure, grâce au classement ou à la réalisation des minima (automatic qualifier) - q : Qualifié au prochain tour (ou à la prochaine compétition), lors d'une compétition majeure, grâce au repêchage ou à la réalisation de l'une des meilleures performances parmi celles des « non qualifiés directement » (grâce au meilleur temps ou à la meilleure distance par exemple) (secondary qualifier) |                                                                    |          |                                                                                |         |                                                                      |            |

### Femmes
| Épreuve | Or                                                                          | Or         | Argent                                                               | Argent   | Bronze                                                                         | Bronze  |
| --- | --------------------------------------------------------------------------- | ---------- | -------------------------------------------------------------------- | -------- | ------------------------------------------------------------------------------ | ------- |
| 100 m | Daryll Neita Union européenne                                               | 11 s 29    | Dezerea Bryant États-Unis                                            | 11 s 30  | Morolake Akinosun États-Unis                                                   | 11 s 39 |
| 200 m | Brittany Brown États-Unis                                                   | 22.61      | Beth Dobbin Union européenne                                         | 22.92    | Kyra Jefferson États-Unis                                                      | 22.99   |
| 400 m | Wadeline Jonathas États-Unis                                                | 51.01      | Allyson Felix États-Unis                                             | 51.36 SB | Iga Baumgart-Witan Union européenne                                            | 51.52   |
| 800 m | Alexandra Bell Union européenne                                             | 2:04.81    | Olha Lyakhova Union européenne                                       | 2:04.90  | Ce'Aira Brown États-Unis                                                       | 2:05.38 |
| 1 500 m | Kate Grace États-Unis                                                       | 4:02.49 PB | Shannon Osika États-Unis                                             | 4:04.92  | Eilish McColgan Union européenne                                               | 4:05.58 |
| 3 000 m | Elise Cranny États-Unis                                                     | 9:00.70    | Rachel Schneider États-Unis                                          | 9:00.77  | Eilish McColgan Union européenne                                               | 9:01.03 |
| 100 m haies | Sharika Nelvis États-Unis                                                   | 12.80      | Karolina Koleczek Union européenne                                   | 12.86    | Elvira Herman Union européenne                                                 | 12.92   |
| 400 m haies | Anna Ryzhykova Union européenne                                             | 55.32      | Lea Sprunger Union européenne                                        | 55.46    | Meghan Beesley Union européenne                                                | 55.49   |
| 3 000 m steeple | Mel Lawrence États-Unis                                                     | 9:33.24    | Irene Sanchez Union européenne                                       | 9:38.47  | Victoria Wagner-Gyürkes Union européenne                                       | 9:42.68 |
| 4 × 100 m | États-Unis Dezerea Bryant Morolake Akinosun Caitland Smith Ashley Henderson | 43.36      | États-Unis Courtne Davis Kiara Parker Kortnei Johnson Kyra Jefferson | 43.66    | Union européenne Bowien Jansen Nergelis Statia-Pieter Eefje Boons Naomi Sedney | 38.70   |
| Saut en hauteur | Yuliya Levchenko Union européenne                                           | 2.02 PB    | Iryna Gerashchenko Union européenne                                  | 1.98     | Mariya Lasitskene Union européenne                                             | 1.98    |
| Saut à la perche | Anzhelika Sidorova Union européenne                                         | 4.85       | Ekaterini Stefanidi Union européenne                                 | 4.70     | Katie Nageotte États-Unis                                                      | 4.70    |
| Saut en longueur | Nastassia Mironchyk-Ivanova Union européenne                                | 6.74       | Maryna Bekh-Romanchuk Union européenne                               | 6.73     | Brittney Reese États-Unis                                                      | 6.71    |
| Triple saut | Tori Franklin États-Unis                                                    | 14.36      | Patricia Mamona Union européenne                                     | 14.21    | Dovilė Kilty Union européenne                                                  | 14.08   |
| Lancer du poids | Maggie Ewen États-Unis                                                      | 19.47 PB   | Fanny Roos Union européenne                                          | 19.06 NR | Anita Marton Union européenne                                                  | 18.95   |
| Lancer du disque | Sandra Perkovic Union européenne                                            | 67.65      | Laulauga Tausaga-Collins États-Unis                                  | 63.71    | Valarie Allman États-Unis                                                      | 62.44   |
| Lancer du marteau | Joanna Fiodorow Union européenne                                            | 74.34      | Hanna Malyshik Union européenne                                      | 72.70    | Brooke Andersen États-Unis                                                     | 72.59   |
| Lancer du javelot | Kara Winger États-Unis                                                      | 64.63      | Tatsiana Khaladovich Union européenne                                | 64.41    | Alexie Alais Union européenne                                                  | 60.86   |
| Records et Performances - AR : Record continental (area record) - CR : Record des championnats (championship record) - MR : Record du meeting (meet record) - NR : Record national (national record) - OR : Record olympique (olympic record) - PR : Record paralympique (paralympic record) - PB : Record personnel (personal best) - SB : Meilleure performance personnelle de la saison (season's best) - WL : Meilleure performance mondiale de l'année (world leader) - WJR : Record du monde junior (world junior record) - WR : Record du monde (world record) Circonstances et Conditions - DNF : N'a pas terminé (did not finish) - DNS : N'a pas pris le départ (did not start) - DQ : Disqualification (disqualification) - NM : Aucun essai valable enregistré (No Mark) - Q : Qualifié « directement » au prochain tour (ou à la prochaine compétition), lors d'une compétition majeure, grâce au classement ou à la réalisation des minima (automatic qualifier) - q : Qualifié au prochain tour (ou à la prochaine compétition), lors d'une compétition majeure, grâce au repêchage ou à la réalisation de l'une des meilleures performances parmi celles des « non qualifiés directement » (grâce au meilleur temps ou à la meilleure distance par exemple) (secondary qualifier) |                                                                             |            |                                                                      |          |                                                                                |         |

### Mixte
| Épreuve | Or                                                                                     | Or      | Argent                                                               | Argent  | Bronze                                                                 | Bronze  |
| --- | -------------------------------------------------------------------------------------- | ------- | -------------------------------------------------------------------- | ------- | ---------------------------------------------------------------------- | ------- |
| 4 × 400 m | Union européenne Patrick Domogala Jessica-Bianca Wessolly Iga Baumgart-Witan Amel Tuka | 3:21.13 | États-Unis Remontay McClain Kiara Parker Allyson Felix Isaiah Harris | 3:21.21 | États-Unis Jamiel Trimble Kyra Jefferson Courtney Okolo Brannon Kidder | 3:21.47 |
| Records et Performances - AR : Record continental (area record) - CR : Record des championnats (championship record) - MR : Record du meeting (meet record) - NR : Record national (national record) - OR : Record olympique (olympic record) - PR : Record paralympique (paralympic record) - PB : Record personnel (personal best) - SB : Meilleure performance personnelle de la saison (season's best) - WL : Meilleure performance mondiale de l'année (world leader) - WJR : Record du monde junior (world junior record) - WR : Record du monde (world record) Circonstances et Conditions - DNF : N'a pas terminé (did not finish) - DNS : N'a pas pris le départ (did not start) - DQ : Disqualification (disqualification) - NM : Aucun essai valable enregistré (No Mark) - Q : Qualifié « directement » au prochain tour (ou à la prochaine compétition), lors d'une compétition majeure, grâce au classement ou à la réalisation des minima (automatic qualifier) - q : Qualifié au prochain tour (ou à la prochaine compétition), lors d'une compétition majeure, grâce au repêchage ou à la réalisation de l'une des meilleures performances parmi celles des « non qualifiés directement » (grâce au meilleur temps ou à la meilleure distance par exemple) (secondary qualifier) |                                                                                        |         |                                                                      |         |                                                                        |         |

### Classement par points
| Équipes                                              | Équipes | 100 m | 200 m | 400 m | 800 m | 1500 m | 3000 m | 3000m s | 1/110m h | 400 m h | 4 x 100 m | 4 x 400 m | Hauteur | Longueur | Triple-Saut | Perche | Poid | Disque | Marteau | Javelot | Total Score |
| ---------------------------------------------------- | ------- | ----- | ----- | ----- | ----- | ------ | ------ | ------- | -------- | ------- | --------- | --------- | ------- | -------- | ----------- | ------ | ---- | ------ | ------- | ------- | ----------- |
| Europe Union européenne                              | M       | 14    | 20    | 15    | 23    | 19     | 16     | 21      | 24       | 16.5    | 12        | 14        | 25      | 20       | 14          | 27     | 19   | 25     | 25      | 26      | 724.5 PTS   |
| Europe Union européenne                              | F       | 17    | 19    | 16    | 24    | 14     | 11     | 22      | 20       | 26      | 11        | 14        | 25      | 21       | 20          | 24     | 20   | 21     | 23      | 21      | 724.5 PTS   |
| États-Unis                                           | M       | 22    | 17    | 22    | 14    | 18     | 21     | 21      | 13       | 20.5    | 15        | 13        | 12      | 17       | 22          | 7      | 18   | 11     | 12      | 11      | 601.5 PTS   |
| États-Unis                                           | F       | 20    | 18    | 21    | 13    | 23     | 25     | 15      | 17       | 11      | 16        | 13        | 12      | 15       | 17          | 9      | 17   | 16     | 13      | 16      | 601.5 PTS   |
| EUROPE Union européenne GAGNE LE MATCH 724.5 – 601.5 |         |       |       |       |       |        |        |         |          |         |           |           |         |          |             |        |      |        |         |         |             |